# Pierre Le Coz
 (septembre 2021).
Pour les articles homonymes, voir Le Coz.
Pierre Le Coz, né en 1964, est un philosophe, spécialiste français de l'éthique.

## Biographie
Agrégé et docteur en philosophie, Pierre Le Coz est professeur de philosophie à l'UFR de sciences médicales et paramédicales de Marseille. Ses travaux de recherche s'inscrivent au sein de l'UMR 7268 ADéS Anthropologie, droit, éthique et santé, Université d'Aix-Marseille-EFS-CNRS.
Membre de l'Académie nationale de médecine, il a été membre puis vice-président du comité consultatif national d'éthique (CCNE) de 2008 à 2012. Il a présidé le comité de déontologie et de prévention des conflits d'intérêts de l'Agence nationale de sécurité sanitaire de l'alimentation, de l'environnement et du travail (ANSES) de 2011 à 2020. En 2018, il a été membre du groupe de travail pour la révision de la loi de bioéthique au Conseil d'État et auditionné par la mission d'information sur la révision de cette même loi à l’Assemblée nationale. Il est membre du comité d'éthique de l'Etablissement français du sang. En avril 2021, il a été élu membre du comité Éthique et Cancer de la Ligue contre le cancer. En 2023, il est élu Directeur de l'Espace régional de réflexion éthique, région Provence-Alpes-Côte d'Azur.

## Ouvrages
- L' éthique médicale : approches philosophiques, préface d'André Comte-Sponville, Presses universitaires de Provence, Aix, 2018, 157 pages  (ISBN 979-10-320-0172-1)
- Le gouvernement des  émotions… Paris, Albin Michel, 2014, 202 p.  (ISBN 978-2-226-25699-7)
- Le médecin et la mort : approches éthique et philosophique, préface de Jean-François Mattei, Paris, Espace éthique & Vuibert, 2006, 127 p.  (ISBN 2-7117-7294-2)
- Petit traité de la décision médicale : un nouveau cheminement au service des patients, préface de  Didier Sicard, Paris, Le Seuil, 2007, 195 p.  (ISBN 978-2-02-092562-4)
- L’empire des coachs : une nouvelle forme de contrôle social, avec R. Gori, Paris, Albin Michel, 2006, 197 p.  (ISBN 2-226-17498-2)

## Publications dans des ouvrages collectifs
- Fondements philosophiques de la notion d'intérêt supérieur de l'enfant  in : Le droit et le vivre ensemble au prisme de la personne, de la famille et de la santé, (sous la dir. Pierre & Rissel), coll. l'univers des normes, PUR, pp.191-200
- La compassion est-elle la solution au problème de la souffrance humaine? in : Douleurs et souffrances de l'Antiquité au XXIe siècle (dir. François Vialla), 2024, Ed. LEH, pp. 855–866
- L’interdiction des expositions de cadavres en France in : Les restes humains : législation, intérêt scientifique et enjeux éthiques des ensembles anthropobiologies (dir. Ardagna Y. & Chaillou A.), 2024, PUP, Aix,p. 150-158
- Comment donner du sens au consentement? in : Consentement et psychiatrie : enjeux éthiques, Ed. Les Études Hospitalières, Bordeaux, 2023, pp. 17-28
- Où commence la violence ?  in : Droit, violences, et rapports femmes-hommes, Presses universitaires d'Aix-Marseille, 2023, pp. 119-129.
- Refuser la naissance : l'intérêt de l'enfant à ne pas naître in : Naitre ou ne pas naitre de l’Antiquité au XIXe siècle (dir. François Vialla et al.), 2023, Edition LEH, pp. 951–952
- Rôle des émotions dans la communication avec le patient ou ses proches  in: Communiquer en anesthésie réanimation, (dir. E. Brunel, F. Michel), 2022, Arnette, pp. 61-68.
- Conflits d'intérêts en médecine : le serpent de mer  in : La santé : un enjeu de société, Ed. Sciences humaines, coll. « ouvrages de synthèse », 2021, pp. 255-259.
- La morale transfigurée par le style in: Les Cahiers de l'Herne (Autour d'A. Comte-Sponville), Ed. de l'Herne, Paris (dir. François L'Yvonnet), 2020, p. 198-204.
- Le corps vu à travers le prisme de la bioéthique in: Psychologie du corps et de l'apparence, Ed. PUP, dir. Lionel Dany, 2019, 131-141.
- Le Comité consultatif national d'éthique in: Encyclopédie Universalis, 2018, pp. 279-280.
- Reconnaître autrui en tant que personne in: Réflexion et recherches en éthique, Ed. Dalloz, Avant-propos d'Edgar Morin, (sous la dir. E. Martinet, M. Stanton-Jean, MF. Mamzer et en l'honneur du Pr Hervé). 2018, p. 59-68.
- Construire des catégories permet-il de s’approcher de la réalité ? in : Classification et catégories en psychiatrie : enjeux éthiques, Ed. Les Études Hospitalières, 2016. p. 23-32.
- Le concept de participation en philosophie politique : L'homme du commun peut-il participer à toutes les décisions ? in La participation des patients, Ed. Dalloz. Coll « Éthique biomédicale et normes juridiques », 246 pages, 2017, p. 1-10.
- De la bioéthique à l’éthique procédurale. L’exemple du comité national d'éthique in dossier : Épistémologie de la bioéthique (sous la dir. de Baptiste Morizot et de Pierre-Yves Quiviger), Vrin, coll. « Noesis », Paris, 2017, p. 128-145.
- La santé connectée : approche éthique et philosophique in : La sante connectée et son droit. Approches de droit européen et de droit français, Cahiers de droit de la santé, LEH, Bordeaux. 2017, pp. 31-36.
- Peut-on libérer sans aliéner ?  in : L’éthique à l’épreuve de l’adolescence, Ed. Séli Arslan, Coll. « Perspective Soignante », 2017, pp. 40-49.
- Qu’est-ce qui peut incliner un chercheur à la déloyauté ? in Autour de l’intégrité scientifique, la loyauté, la probité, collection « normes juridiques et Éthique biomédicale », Dalloz, novembre 2016. p. 99-104
- Les cellules souches du sang de cordon ombilical : l’avis du Comité consultatif national d’éthique  In : Le sang : donner et recevoir: Avril 2016. Paris, CNRS Editions, pp 39–52.
- La libre disposition de son corps par la personne. Approche philosophique et éthique In: Les principes de protection du corps et la biomédecine. Approche internationale. Ed. Bruylant, Coll : « Droit, bioéthique et société », 2015 : p. 71-89.
- La patrimonialisation du corps humain : aspects philosophiques et enjeux éthiques. In Corps et patrimoine, Les cahiers de droit de la santé, éd. Les études hospitalières, mars 2014 ; no 18 : 27-34.
- Quelle place pour les proches lors des décisions de fin de vie médicalisée ? In : « Les proches et la fin de vie médicalisée. Panorama international ». in: Droit bioéthique et société, Ed. Bruylant, 2013, p. 13-25
- Conservation des dépouilles et restes humains. in: La bioéthique, pour quoi faire? 30e anniversaire du Comité consultatif national d'éthique (coord. Ali Benmakhlouf), PUF, 2013, p.p. 210-214.
- Pourquoi l'exhibition des cadavres a-t-elle été interdite en France?, in: Quelle conscience de son corps? Corps et cadavres, CNRS édition, 2013, p. 79-86.

## Publications dans des revues
- L'innovation thérapeutique ne saurait tenir lieu de progrès médical. Plaidoyer contre l'abus de la dénomination de médicament innovant, co-écrit avec G. Bouvenot in: Bull Académie de médecine, vol. 208, no 8, Elsevier ed, Oct 2024,p. 1135-1140.
- La théorie morale implicite du serment d’Hippocrate in Dossier : Regards sur le serment d'Hippocrate, vol. 21, no 3, revue Éthique & Santé, Ed. Elsevier-Masson, sept.2024, pp. 197–182
- Ethique et médicament : faut-il s’indigner du prix de certains médicaments ?, co-écrit avec G. Bouvenot in:Bull Acad Natl Med. Mai 2023; pp. 642–648
- Fin de vie : il faut distinguer euthanasie et suicide assisté, La Revue du Praticien, Oct. 2022 72(8);825-7
- Comment demeurer le plus juste possible en situation critique ?  in : Revue d’Actualité  en santé publique, no 117, mars 2022, p. 42-44
- De l’euthanasie au suicide assisté : aspects éthiques et philosophiques  in : Bulletin de l’Académie nationale de médecine, Elsevier, Vol. 206, no 5, mai. 2022, pp. 626-631.
- Epidémie émotionnelle: Sommes-nous tous devenus des mufles affectifs ?  in : Revue Alliage, 2022, no 82, p.p. 89-100.
- Le doute: facteur d'inertie ou vecteur de progrès pour la science?   in :Bulletin de l'Académie de médecine, janv. 2022,vol. 206, pp. 127-132.
- Maladie d’Alzheimer : savoir le plus tôt possible ?  in : Revue d’Actualité et dossier en santé publique, no 120, déc. 2022, pp. 10–11.
- La médecine à l’ère de l’intelligence artificielle - Menace ou opportunité in :  Revue de la Division Française de l’AIP - no 2 - Juin 2021, pp. 131–133
- Rupture d’égalité d’accès à des soins de qualité : quelles justifications morales ? : Revue générale de droit médical, no 80, sept 2021, pp. 15–31.
- Ethique et vaccination  in: revue Etudes, no 4286, oct. 2021, pp. 35–44.
- Médicaments dérivés du sang : agir pour recouvrer la souveraineté sanitaire in :  Journal Transfusion clinique et biologique, Lettre à l’éditeur, Vol. 28, no 4, oct. 2021
- L'exigence de justice au risque de la pandémie in: revue Etudes, no 4272, juin 2020, pp. 45–56
- Le soin à l’épreuve de l’individualisme contemporain in : revue Laennec, avril 2019, pp 6–19.
- Des repères éthiques pour les décisions médicales irréversibles in : Soins, Elsevier Masson, mars 2019 : 26-30.
- La bioéthique à l'heure de la transition individualiste. in Études, 2018 (no 4249) pp. 59-70
- Le conflit d’intérêts : nouvelle figure du péché originel ? in Études, 2016 (no 4226) pp. 51-60
- Vaccination et pandémie grippale : tenir compte des principes éthiques et des enseignements du passé » in Revue d’Actualité et dossier en santé publique [ADSP], no 105, déc, décembre 2018, pp. 21-22
- Quelles valeurs pour le soin de demain ? revue Soins, Elsevier, vol 63, no 824, avril 2018 : 55.
- Autonomie et refus de soin de la personne, in Revue d’Actualité en santé publique [ADSP] no 105, 2018, p. 30-31.
- Le phénomène du coaching : un symptôme de fragilité du lien social, in: Études, avril 2015, no 4215 : 31-40.
- L’exigence de sens du patient  in: Ethics, Medicine and Public Health, vol. 1, no 2, avril 2015, Elsevier, p.230–238
- Le Comité consultatif national d’éthique et la question de l’euthanasie in : Actualité et dossiers en santé publique, revue du Haut Conseil de santé publique, décembre 2014, ed. La documentation française : pp. 29-30.
- La notion de conflit d’intérêts dans les champs de la santé et de l’environnement. Regard philosophique et juridique, avec Marie-Angèle Hermitte : Journal international de bioéthique, ESKA, vol. 25, no 2, oct. 2014, pp. 15-50
- Quelle solution aux dilemmes éthiques en cas de pandémie virale ? L'avis no 106 du CCNE in: Les catastrophes sanitaires, sous la dir. D. Viriot-Barrial, Ed. Les études hospitalières: oct.2013 : p. 271-278